# Leyes contra la discriminación
Leyes contra la discriminación, se refiere a la legislación diseñada para prevenir la discriminación contra grupos particulares de personas.
La igualdad y la ausencia de discriminación se describen como humanos básicos en la Declaración Universal de Derechos Humanos. La ley contra la discriminación puede incluir protecciones para grupos basados en sexo, edad, raza, etnia, nacionalidad, discapacidad, enfermedad o capacidad mental, orientación sexual, religión, credo u opiniones políticas individuales. Las naciones se comprometen a defender esos derechos mediante la ratificación de los tratados internacionales de derechos humanos.

## Legislación
Algunas de las legislaciones vigentes sobre la materia son:
En Uruguay existe la Ley N° 17.817 Ley de Lucha contra el racismo, la xenofobia y la discriminación.
En Argentina existe la Ley N° 5.261 Ley contra la discriminación.
En México existe la Ley federal para prevenir y eliminar la discriminación.
En Chile existe la Ley N° 20.609 Ley antidiscriminación o conocida informalmente como: «Ley Zamudio» por el caso de Daniel Zamudio, que establece medidas contra la discriminación.
En Colombia existe la Ley N° 1482 de 2011. Esta ley tiene por objeto sancionar penalmente actos de discriminación por razones de raza, etnia, religión, nacionalidad, ideología política o filosófica, sexo u orientación sexual, discapacidad y demás razones de discriminación.
La Unión Europea ha aprobado varias directivas importantes contra la discriminación, la Directiva sobre igualdad racial y la Directiva sobre igualdad en el empleo, y la Directiva sobre igualdad de trato.
En Australia se han promulgado leyes contra la discriminación tanto a nivel federal como estatal para prohibir la discriminación y el acoso en una variedad de áreas de la vida pública. El Parlamento de Australia ha promulgado una serie de leyes contra la discriminación que incluyen: Ley de discriminación por edad de 2004Ley de discriminación por discapacidad de 1992, Ley de discriminación racial de 1975, Ley de Discriminación Sexual de 1984. Cuando exista discriminación actúa la Comisión de Derechos Humanos de Australia en virtud de la Ley de la Comisión de Derechos Humanos de Australia de 1986.